# 라 칸디다타
《라 칸디다타》(스페인어: La candidata)은 2016년 방영된 멕시코의 텔레노벨라이다.